# Шубинка (Родинський район)
Шу́бинка (рос. Шубинка) — селище у складі Родинського району Алтайського краю, Росія. Входить до складу Покровської сільської ради.

## Населення
Населення — 26 осіб (2010; 45 у 2002).
Національний склад (станом на 2002 рік):
- росіяни — 82 %